# Gravieripus latzeli
Gravieripus latzeli är en mångfotingart som först beskrevs av Cook 1896.  Gravieripus latzeli ingår i släktet Gravieripus och familjen Eurypauropodidae. Inga underarter finns listade i Catalogue of Life.